# Kompaktní zářivka

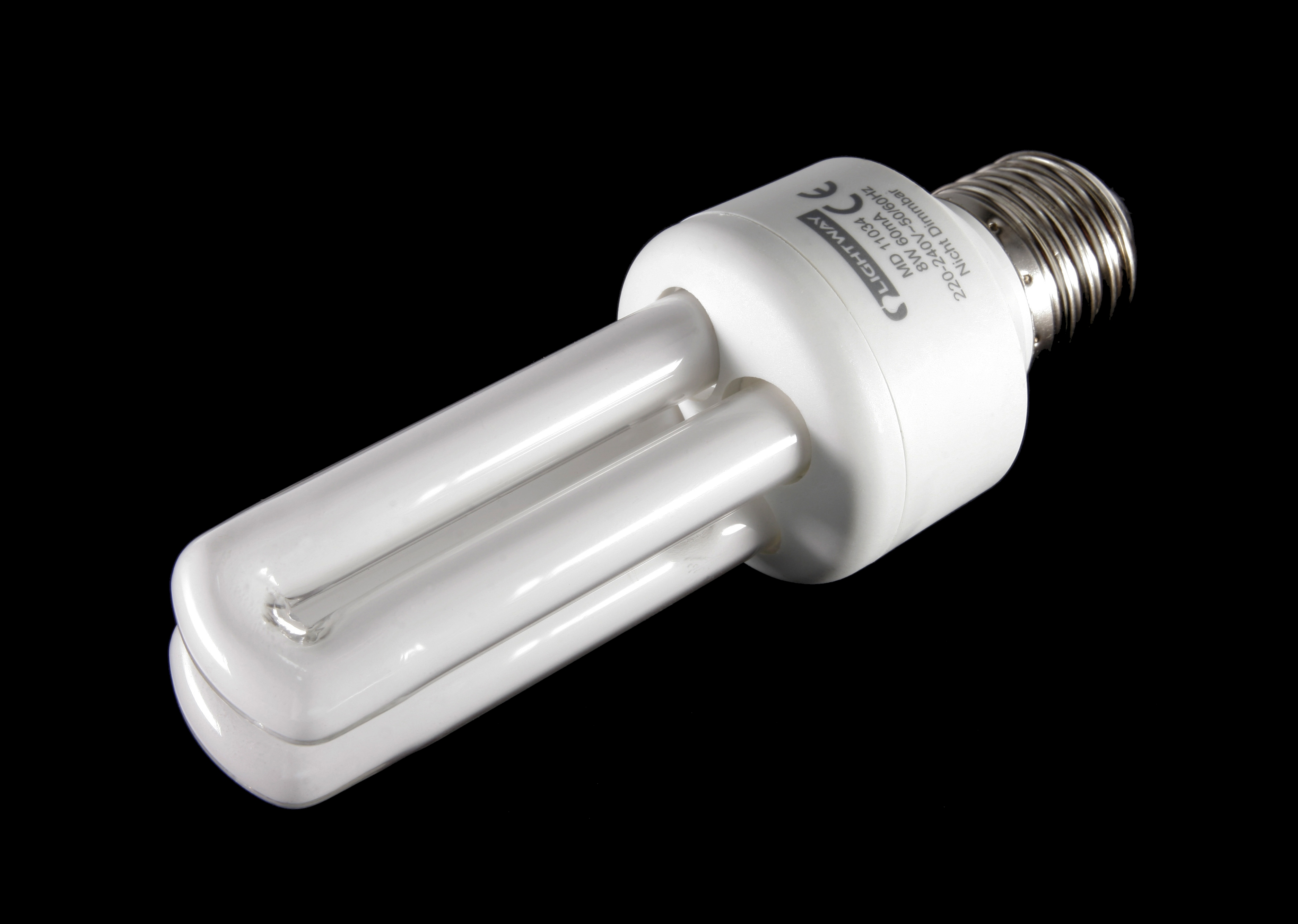
Kompaktní zářivka s elektronickým předřadníkem a paticí E27

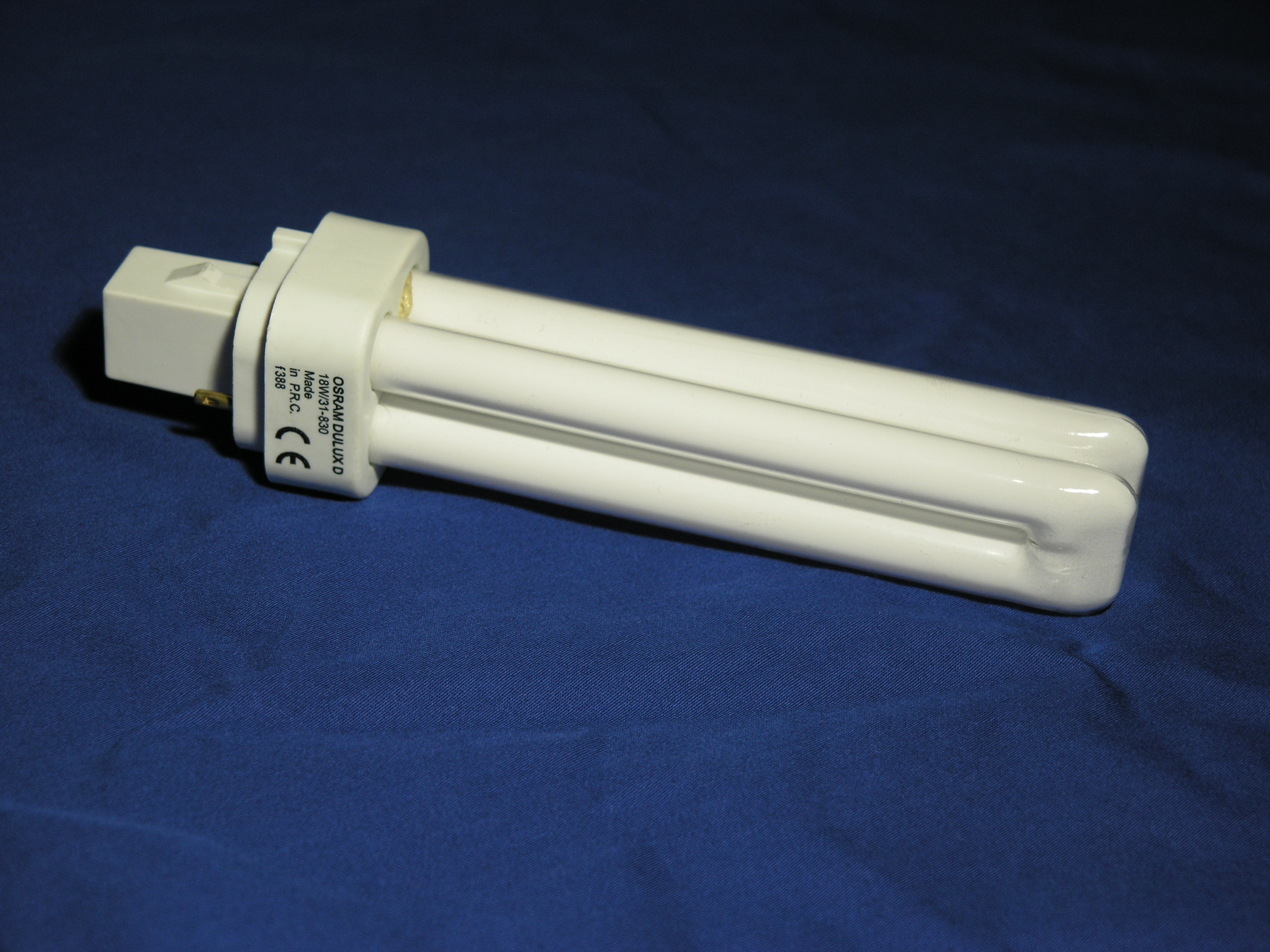
Nástrčná zářivka s vestavěným startérem

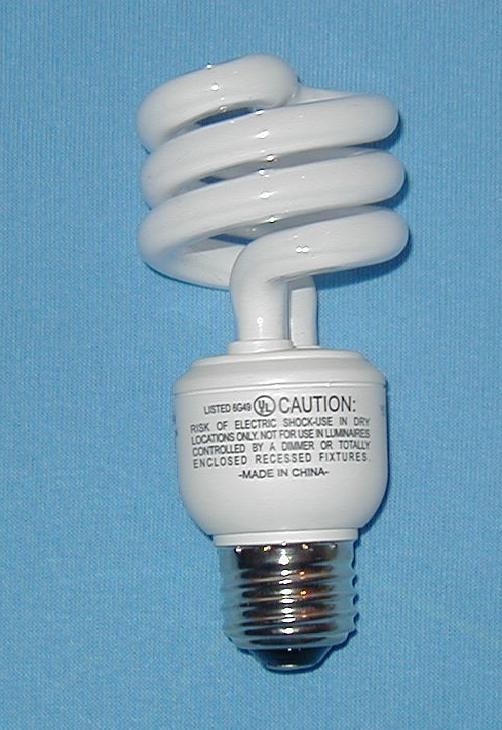
Šroubovicová kompaktní zářivka

Kompaktní zářivka (často označovaná jako úsporná žárovka, což je ale dnes už širší termín) je elektrický zdroj světla pracující na shodném principu jako lineární zářivka. Kompaktní zářivky ale byly navrženy tak, aby nahradily běžné žárovky. Vyrábějí se v různých tvarech, některé napodobují klasickou žárovku, některé mají naopak tvar „volantu“ (anuloidu) většího průměru, nebo kopírují tvar svítidla — koule nebo válce z mléčného skla, nebo jsou i vybaveny reflektorem. Mezi kompaktní zářivky se často nesprávně řadí i nástrčné zářivky[zdroj?]. Nástrčné zářivky jsou však odlišné, protože nejsou tzv. plně integrované – není možné je napájet rovnou ze sítě, mají pouze vestavěný startér, zbytek elektronické výzbroje nese svítidlo.
Z důvodu obsahu škodlivých látek, především rtuti, se v Evropské unii kompaktní zářivky (s i bez integrovaného předřadníku) nesmějí bez výjimky od února 2023 nově prodávat, jen doprodat.

## Srovnání kompaktních zářivek a běžných žárovek
Kompaktní zářivky jsou opatřeny paticí jako běžné žárovky, jejich rozměry ale oproti žárovkám bývají často trochu větší. Mívají delší životnost – od 6000 do 16 000 hodin. Výrobci uvádějí, že kompaktní zářivky mají přibližně o 80 % menší spotřebu energie oproti klasické žárovce při stejném světelném toku. Měrný výkon kompaktních zářivek se pohybuje od 50 lm/W do 100 lm/W (lumen na watt).
Se spotřebou souvisí ztrátový výkon – ten je u klasických žárovek velmi vysoký – kolem 90 % uvolněné energie je teplo a pouhých 10 % světlo. Cenově jsou kompaktní zářivky několikrát dražší než velmi levné žárovky, ale v průběhu roku 2009 zaznamenaly některé typy zářivek výrazný pokles. 
V roce 2016 šlo jednoznačně prohlásit, že technologie kompaktních zářivek pro domácí užití je zcela na ústupu, neboť je po všech stranách (jak výkonnostně, tak i cenově) předčena LED žárovkami. Toto tvrzení podporuje i fakt, že nejen přední výrobci obecných světelných zdrojů jako Osram a Philips, ale přední výrobci energeticky úsporných zdrojů jako Megaman razantně omezovali jejich portfolio.

### Teplota chromatičnosti
Kompaktní zářivky se běžně vyrábějí s teplotou chromatičnosti 2700 K až 6500 K.Teplota chromatičnosti u kompaktních zářivek pro domácí užití bývá nejčastěji 2700 K, což odpovídá klasické žárovce. Tato barva se označuje laicky jako „teple bílá“. Pro barvu 4000 K se užívá označení „neutrální bílá“. Obvykle nejstudenější vyráběné světlo s hodnotou 6500 K se většinou slovně označuje jako "denní bílá" nebo "studená bílá". Rovněž se vyrábějí kompaktní zářivky speciální, obdobně jako u běžné zářivky (např. ultrafialová, do lapače hmyzu, germicidní, apod.)

### Náběh na plný výkon
Starší typy se vyznačovaly prodlevou mezi zapnutím a startem v délce až několika sekund. U moderních kompaktních zářivek je start téměř okamžitý, ale náběh na plný světelný výkon chvíli trvá. Jsou-li vybaveny elektronickými předřadníky, pracují při frekvenci desítek kHz, díky tomu se u nich nesetkáváme se stroboskopickým efektem (blikáním za chodu). Pro nedočkavce existují světelné zdroje, které jsou kombinací kompaktní zářivky a halogenové žárovky. Po zapnutí se rozsvítí zářivka i žárovka. Žárovka svítí plným výkonem dříve. Jakmile naběhne i zářivka na plný výkon, žárovka zhasne. Celý proces řídí elektronika předřadníku.

## Konstrukce
Kompaktní zářivky se skládají z vlastní zářivkové trubice (jejíž vlastní tělo je shodné s trubicí T5) a elektronického předřadníku umístěného v plastové základně. Trubice, kterých je většinou několik, mají obvykle tvar "U", nebo jsou stočené do šroubovice. Tak jako u lineárních zářivek je vnitřní stěna trubice pokryta luminoforem, trubice je plněna malým množstvím rtuti a inertním plynem. Kompaktní zářivka je nejčastěji opatřena paticí s Edisonovým závitem stejně jako žárovka, běžně dostupné však byly (vzhledem k nástupu LED technologií jsou již na ústupu) i v provedení s jinými paticemi (jako např. GU10, GX53, apod.)
Od konce roku 2008 se začaly objevovat první typy stmívatelné stmívačem určeným pro klasické žárovky.

## Nástrčné zářivky

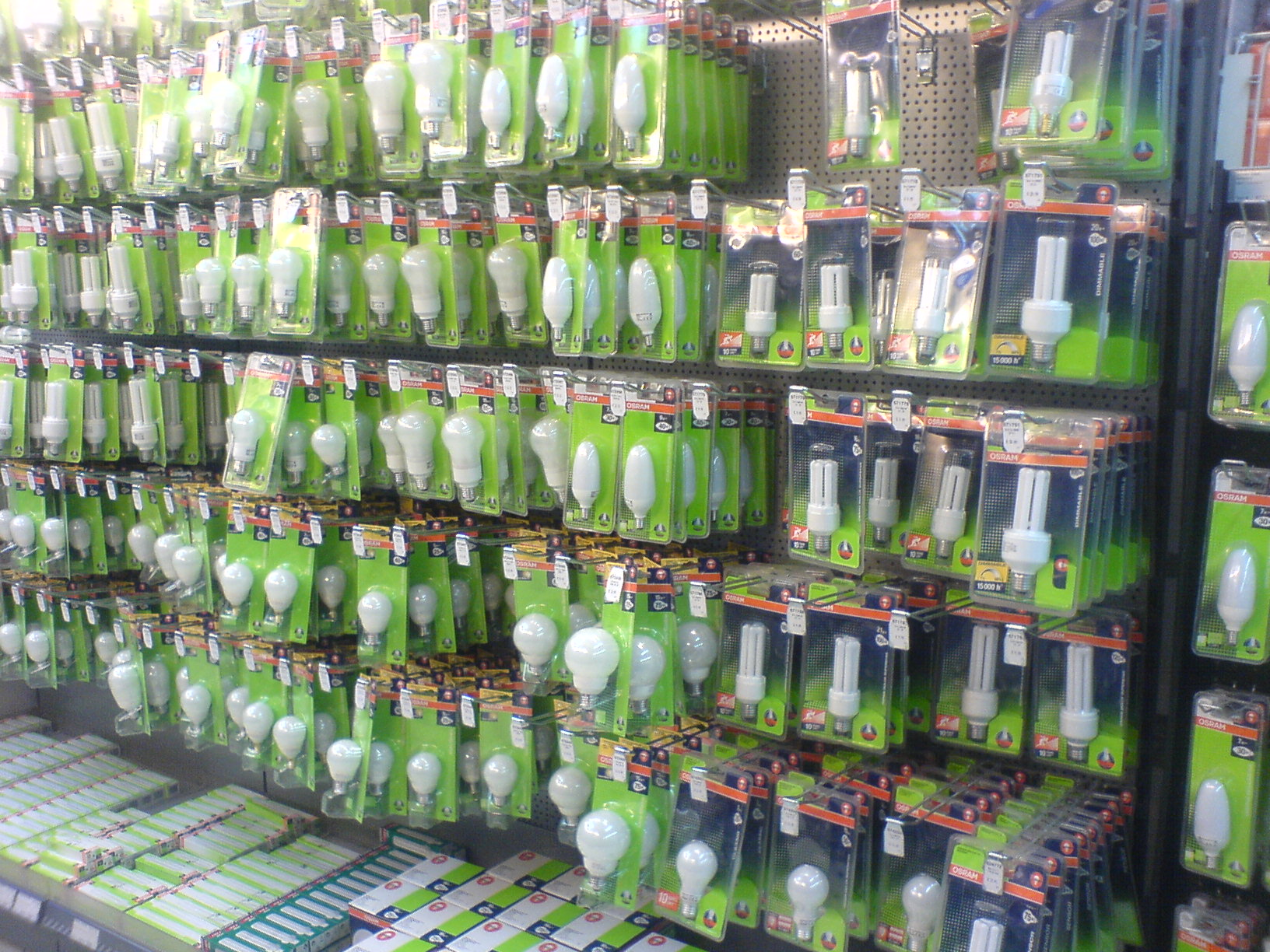
Různé druhy kompaktních zářivek v prodeji.

Mezi kompaktní zářivky jsou často řazeny typy, které se obvykle nazývají nástrčné zářivky[zdroj?], též počeštěním z anglického názvosloví plug-iny, nebo sticky. Také tyto typy se někdy označují jako kompaktní. Mají shodnou konstrukci trubice, ale odlišují se v elektronické výzbroji. Zatímco klasická kompaktní zářivka je plně integrovaná (tedy má za paticí veškerou elektroniku, potřebnou pro napájení ze sítě), nástrčné zářivky mají integrovaný pouze startér - zbytek výzbroje nese svítidlo. Tomu odpovídají i patice. Nástrčná zářivka má kolíčkové vývody (tzv. piny), nikdy není opatřena Edisonovým závitem.

## Historie
První kompaktní zářivky byly představeny roku 1980. Od té doby jejich podíl na trhu roste a pomalu vytlačují běžné žárovky. Problematická bývá s ohledem na jejich rozměry montáž do některých typů starších svítidel. Proto se dnes vyrábějí svítidla konstruovaná už přímo pro použití kompaktních zářivek.
V březnu 2009 přijala Evropská komise doporučení o regulaci světelných zdrojů používaných v domácnostech s cílem postupného nahrazení klasických neúsporných klasických žárovek úspornějšími typy (halogenovými žárovkami a právě kompaktními a jinými zářivkami) v období 2009 až 2012. Kompaktní zářivky tak po žárovkách postupně „vyplňovaly uvolněné místo“, jejich výroba se zvyšovala a jejich ceny klesaly. V dalších letech byly kompaktní zářivky vesměs nahrazeny LED žárovkami.

## Nebezpečnost
Často opomíjeným a málo zmiňovaným faktem je obsah rtuti v kompaktních žárovkách. Výrobci v EU (Osram, Philips) mají stanoven maximální obsah rtuťových par v kompaktní zářivce na hodnotu 5 mg. Tento obsah však není možné nijak kontrolovat, protože zářivka je ve výrobě zapečetěna a jediné měření lze tak provést rozbitím (nejčastější a méně přesná metoda). Za hodnoty tedy odpovídá výrobce a kontrolním orgánům nezbývá než důvěřovat. Existuje i vědecká metoda, kdy je žárovka vložena do reaktoru a ostřelována neutrony. Rtuť pak vyzařuje měřitelnou radiaci, která ukáže skutečný obsah rtuti bez poškození žárovky. Rtuť je nejvíce nebezpečná ve chvíli, kdy dojde k rozbití skleněné trubice při svícení.

#### Audiovizuální dokumenty
- (anglicky)Toxic Light – The Dark Side of Energy Saving Bulbs, LinkTV, 30 minut.
- (anglicky)The Dangers Of Compact Fluorescent Light Bulbs, 6 minut.